# كريستوفر روبرت ريد
كريستوفر روبرت ريد (بالإنجليزية: Christopher Robert Reed)‏ هو كاتب أمريكي، ولد في 11 يناير 1942.